# Robert Lefkowitz
Robert Joseph Lefkowitz (ur. 15 kwietnia 1943 w Nowym Jorku) – amerykański biochemik i lekarz, laureat Nagrody Nobla w dziedzinie chemii.

## Życiorys
Jego dziadkowie wyemigrowali z Polski do Stanów Zjednoczonych pod koniec XIX wieku.
Studiował chemię na Columbia University, gdzie w 1962 roku uzyskał stopień Bachelor of Arts. Tytuł zawodowy lekarza (M.D.) uzyskał w College of Physicians and Surgeons tej samej uczelni. Od 1976 roku pracuje w Duke University.
W 2012 roku został, wraz z Brianem Kobilką, laureatem Nagrody Nobla w dziedzinie chemii za badania receptorów sprzężonych z białkami G.

## Wyróżnienia i nagrody
- National Medal of Science (2007)
- Nagroda Shawa (2007)
- Nagroda Nobla w dziedzinie chemii (2012)